# Segelfluggelände Zierenberg auf dem Dörnberg

i7
i11
i13
Das Segelfluggelände Zierenberg auf dem Dörnberg liegt auf dem Dörnberg in der Stadt Zierenberg im Landkreis Kassel in Hessen, etwa 2,5 km östlich des Zentrums von Zierenberg.

## Flugbetrieb
Das Segelfluggelände ist mit sechs Start- und Landebahn aus Gras ausgestattet:
- 17/35: 370 m × 30 m, im nordöstlichen Teil des Geländes gelegen
- 29: 360 m × 30 m, im nordwestlichen Teil des Geländes gelegen
- 13: 280 m × 30 m, im südöstlichen Teil des Geländes gelegen
- 19: 330 m × 30 m, im südwestlichen Teil des Geländes gelegen
- 06: 390 m × 30 m, in der Nähe der Hallen gelegen
- 01/19: 370 m × 30 m, Motorflugbahn, nördlich in der Verlängerung der Piste 19 gelegen

Es besitzt eine Betriebszulassung für Segelflugzeuge. Als Startarten sind Eigenstart, Windenstart und Flugzeugschlepp zugelassen. Der Halter und Betreiber des Segelfluggeländes ist die Flugsportvereinigung Kassel-Zierenberg e. V.

## Geschichte
Segelflug wird seit Oktober 1923 auf dem Dörnberg betrieben. Seit dem 30. Juni 1924 ist der Dörnberg offiziell als Segelfluggelände zugelassen. Die Flugsportvereinigung Kassel-Zierenberg e. V. wurde im Mai 1950 gegründet.